# Úrsulo Galván, Palenque
Úrsulo Galván är en ort i Mexiko.   Den ligger i kommunen Palenque och delstaten Chiapas, i den sydöstra delen av landet, 800 km öster om huvudstaden Mexico City. Úrsulo Galván ligger 180 meter över havet och antalet invånare är 231.
Terrängen runt Úrsulo Galván är kuperad åt sydväst, men åt nordost är den platt. Runt Úrsulo Galván är det ganska glesbefolkat, med 34 invånare per kvadratkilometer. Närmaste större samhälle är San Juan Chancalaíto, 5,1 km sydväst om Úrsulo Galván. Omgivningarna runt Úrsulo Galván är en mosaik av jordbruksmark och naturlig växtlighet.